# Microsoft Band 2
Microsoft Band 2 fue la pulsera inteligente de segunda generación con funciones de smartwatch desarrolladas por Microsoft. Fue anunciado el 6 de octubre de 2015, por el éxito del Microsoft Band y estuvo inicialmente disponible en los Estados Unidos, Reino Unido, Australia y Canadá. Actualmente está disponible a través de la tienda en línea de Microsoft, Amazon y minoristas seleccionados como JB Hi-Fi y Harvey Norman. Al igual que su predecesor, incorpora el seguimiento de la aptitud y es compatible con los teléfonos inteligentes de Windows, iOS y Android a través de una conexión Bluetooth. El 3 de octubre de 2016, Band 2 fue descontinuado, dejando de proporcionar actualizaciones.

## Tecnología
Microsoft Band 2 incorpora once sensores en total:
- Monitor de ritmo cardíaco óptico
- Acelerómetro de tres ejes
- Girómetro
- GPS
- Micrófono
- Sensor de luz ambiental
- Sensores galvánicos de respuesta cutánea
- Sensor UV
- Sensor de temperatura de la piel
- Sensor capacitivo
- Barómetro

Aunque la Microsoft Band 2 está diseñada principalmente para su uso con actividades relacionadas con ejercicio, también proporciona características extensas similares a las de los smartwatch, como el seguimiento del sueño, herramientas de comunicación, así como muchas características estándar que cabría esperar en un reloj digital. El Band 2 utiliza sus sensores para rastrear los patrones de sueño en la cama. Puede mostrar si el usuario se despertó durante la noche, y dar información sobre la calidad y la duración del sueño.

## Características
Cuando la pulsera se combina con un teléfono inteligente, puede intercambiar información con el teléfono. Esto permite que Band 2 muestre:
- Alertas y vistas previas de los mensajes entrantes enviados por SMS al teléfono.
- Alertas y vistas previas de correos electrónicos descargados por el teléfono.
- Alertas desde el centro de notificaciones del teléfono (sólo en Windows 10 Mobile).
- Registro de llamadas perdidas.
- Responder llamadas del teléfono.

Microsoft Band 2 se puede utilizar como un reemplazo para un reloj digital normal. Incluye las siguientes características de tiempo estándar:
- Tiempo (formato de 12 o 24 horas).
- Fecha (día del mes y día de la semana).
- Función de temporizador.
- Cronómetro con temporizador de vuelta.
- Alarma (totalmente ajustable).

Microsoft Band 2 no es impermeable. Es sólo resistente al agua y al polvo pero no es a prueba de agua. La lluvia ligera y el lavado de manos no deberían dañarlo, pero se recomienda no sumergir la pulsera en líquidos de ningún tipo. Tampoco es recomendable que se utilice al nadar o en la ducha. Aun así, la pulsera tiene varias regulaciones (que Microsoft no recomienda probarlas de forma literal):
- IP6X: No entra el polvo. Tiene protección completa contra la entrada de polvo.
- IPX7: Protección contra la inmersión temporal en agua (a una profundidad de 1 metro durante 30 minutos).
- IP67: Cumple con los estándares de resistencia al polvo y al agua mencionados anteriormente.

Algunas funciones de Microsoft Band 2, como la capacidad de responder a mensajes de texto utilizando Cortana, sólo están disponibles cuando se emparejan con teléfonos que ejecutan Windows 10 Mobile. Los usuarios de Android pueden responder con un conjunto de mensajes predefinidos mientras que los usuarios de iOS no pueden responder de ninguna forma.

## Firmware
El firmware de Microsoft Band es parecido al sistema operativo Windows 10 en cuando a interfaz. Las apps del smartwatch son las Web Tiles, las cuales pueden ser descargadas desde la página Microsoft Health Tile Gallery. Las tiles tienen la extensión .webtile y se instalan a través de la app de Microsoft Health. Además, se muestran en la Barra de Inicio de la pulsera. La Barra de Inicio es la pantalla que contiene la fila de los tiles en los dispositivos Microsoft Band.

## Críticas
Ha habido varios informes que el material plástico de la cinta del elastómero puede fallar después de uso prolongado. Los usuarios describen que se pueden desarrollar grietas en la pulsera. Microsoft lo solucionó con esta nueva versión y ha hecho que la correa sea un poco más gruesa, reduciendo el riesgo de que la pulsera se agriete.
Existen ciertos problemas de sincronización, especialmente las inexactitudes en el tile meteorológico. Algunos han hecho esfuerzos para rectificar la situación utilizando Microsoft Web Tiles o creando apps para el Band 2.